# اسلم دانک (مانگا)
اسلم دانک (ژاپنی: スラムダンク هپبورن: Slam Dunk) یک سری مانگای ورزشی ژاپنی است که توسط تاکه‌هیکو اینوئه نوشته و طراحی شده‌است. این مانگا توسط انتشارات شوئیشا از سال ۱۹۹۰ تا ۱۹۹۶ در هفته‌نامه شونن جامپ منتشر می‌شد، و فصل‌های آن در سی و یک جلد تانکوبون جمع‌آوری شدند. در سال ۲۰۱۲، این سری با فروشی معادل ۱۲۰ میلیون جلد تنها در کشور ژاپن، به یکی از پرفروش‌ترین سری مانگاهای تاریخ مبدل شده‌است.
یک مجموعه تلویزیونی انیمه ۱۰۱ قسمتی نیز توسط استودیو توئی انیمیشن با الهام از این مانگا دستمایه اقتباس قرار گرفت که از ۱۶ اکتبر ۱۹۹۳ تا ۲۳ مارس ۱۹۹۶ پخش شده‌است.